# Sonate K. 123
La sonate K. 123 (F.82/L.111) en mi bémol majeur est une œuvre pour clavier du compositeur italien Domenico Scarlatti.

## Présentation
La sonate K. 123 en mi bémol majeur, notée Allegro, est conçue à trois voix, presque toujours notes contre notes et quelquefois en imitation ou broderies. Ainsi, elle paraît archaïque, mais ce n’est pas le cas de son plan tonal. La sonate s'ouvre avec un motif d’arpège descendant non repris dans la seconde partie et sans apport de nouvelles idées.

## Manuscrits
Le manuscrit principal est le numéro 26 du volume XV de Venise (1749), copié pour Maria Barbara ; l'autre est Parme III 21. Une copie figure à Saragosse, source 3, B-2 Ms. 32, fos 91v-93r, no 46 (1751–1752).

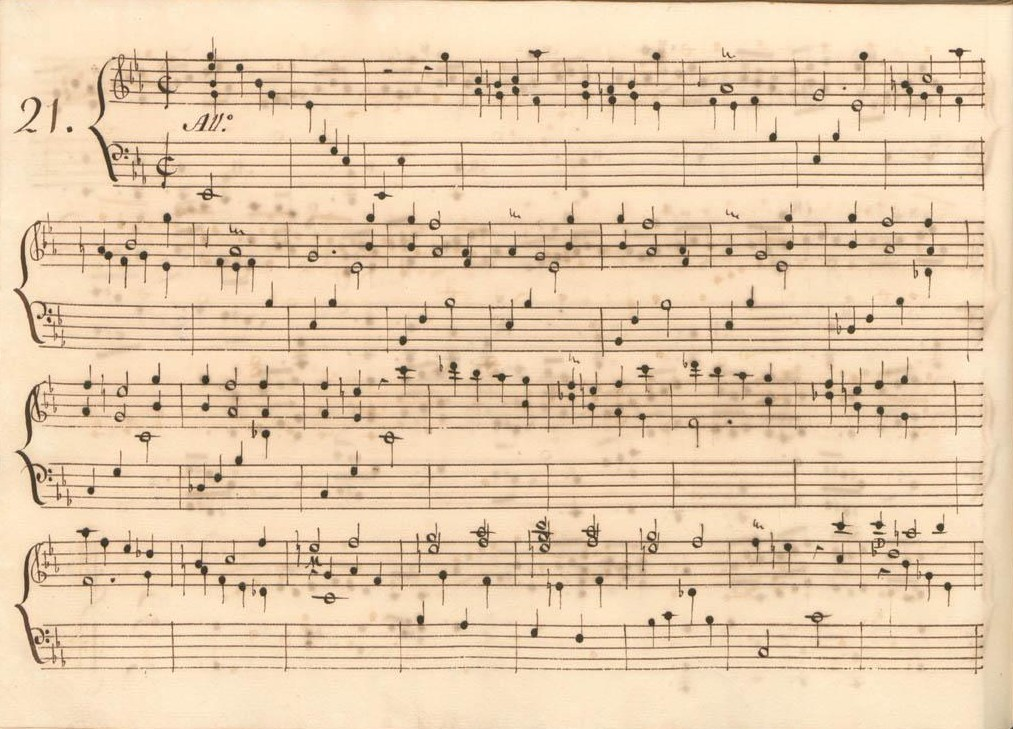
Parme III 21.
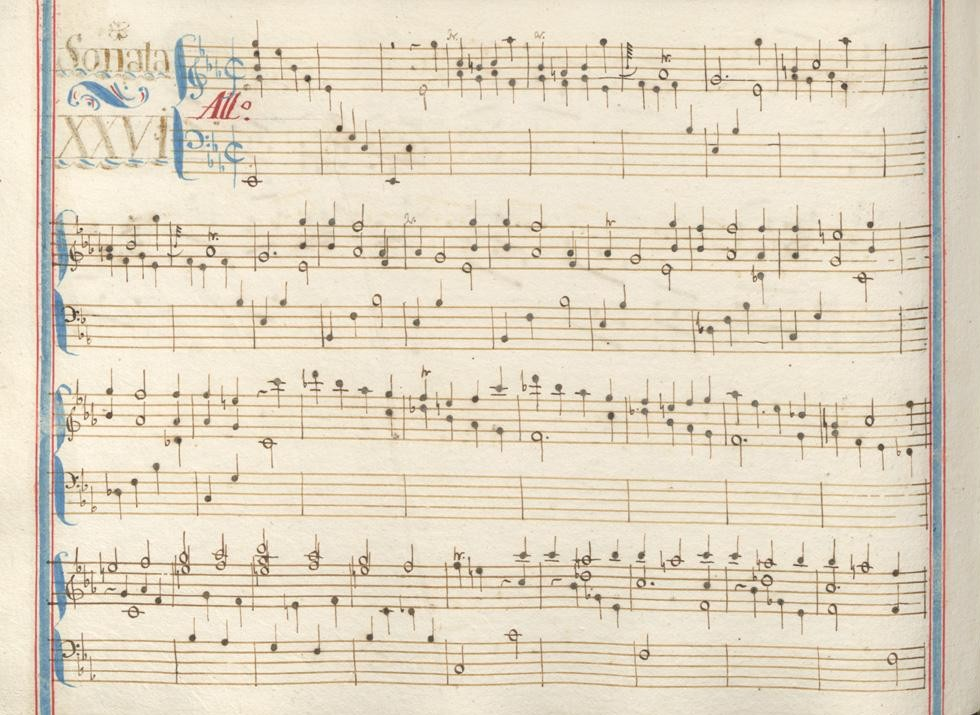
Venise XV 26.

## Interprètes
La sonate K. 123 est défendue au piano notamment par Ievgueni Zarafiants (1999, Naxos, vol. 6), Carlo Grante (2009, Music & Arts, vol. 2) ; au clavecin par Zuzana Růžičková (1965, Supraphon), Colin Tilney (1979, L'Oiseau Lyre/Decca) sur un très beau clavecin Vincenzio Sodi de 1782, Scott Ross (1985, Erato), Richard Lester (2005, Nimbus, vol. 6) et Pieter-Jan Belder (Brilliant Classics, vol. 3).

## Sources
: document utilisé comme source pour la rédaction de cet article.
- Ralph Kirkpatrick (trad. de l'anglais par Dennis Collins), Domenico Scarlatti, Paris, Lattès, coll. « Musique et Musiciens », 1982 (1re éd. 1953 (en)), 493 p. (ISBN 978-2-7096-0118-4, OCLC 954954205, BNF 34689181).
- Alain de Chambure, « Domenico Scarlatti : Intégrale des sonates — Scott Ross », Erato (2564-62092-2), 1985 (OCLC 891183737) .
- (en) Carlo Grante, « Domenico Scarlatti, intégrale des sonates pour clavier (vol. 2) », p. 15, Music & Arts (CD-1291), 2009 .
- (es) Celestino Yáñez Navarro (thèse), Nuevas aportaciones para el estudio de las sonatas de Domenico Scarlatti. Los manuscritos del Archivo de Música de las Catedrales de Zaragoza, Université autonome de Barcelone, 2016 (lire en ligne)